# Ý tưởng kinh doanh
Ý tưởng kinh doanh là một ý tưởng có thể được triển khai để tạo ra lợi nhuận và thường xoay quanh một sản phẩm hoặc dịch vụ.

## Đặc điểm
Ý tưởng kinh doanh đạt giá trị cao nhất khi nó mang tới lợi nhuận về tài chính vì vậy chúng thường mang một số đặc điểm:
- Tính vượt trội: ý tưởng kinh doanh nhằm tạo ra lợi thế cho một tổ chức kinh doanh hay cá nhân kinh doanh, vì vậy ý tưởng phải nhấn mạnh ưu thế cụ thể nào đó về sản phẩm, dịch vụ hơn hẳn mọi thứ kinh doanh hiện có. Tập trung chủ yếu là các sản phẩm công nghệ cao: hàng điện tử, máy móc,...
- Tính độc đáo: đây là khía cạnh nổi bật nhất, thể hiện sự sáng tạo của một ý tưởng kinh doanh có thể sử dụng.[6] Nếu không thể đạt tính vượt trội do khả năng đầu tư công nghệ hạn chế, hãy nhấn mạnh sự khác biệt.
- Tính mới mẻ: đây là khía cạnh thể hiện giá trị của một ý tưởng kinh doanh. Chúng cần phải là ý tưởng đầu tiên, chưa có trên thị trường. Việc sử dụng một sản phẩm cũ hay dịch vụ cũ sẵn có để kinh doanh không thể hiện tính sáng tạo nên không thể gọi là ý tưởng kinh doanh một cách đúng nghĩa được.
- Tính thực dụng: đây là khía cạnh chứng tỏ lợi nhuận thật sự của một ý tưởng kinh doanh. Thông thường một ý tưởng kinh doanh được tạo ra phải xoay quanh nhu cầu của con người, không thể xa rời điều đó.[7][8] Ý tưởng kinh doanh tìm kiếm trong thực tế các nhu cầu và đáp ứng chúng.[3][6] Các doanh nghiệp vì vậy thường chú trọng các hoạt động lấy ý kiến khách hàng để cải tiến sản phẩm. Một số doanh nghiệp thậm chí đi xa hơn, họ tạo ra các nhu cầu.

Lợi nhuận là mục đích cuối cùng của một ý tưởng kinh doanh.

## Phân loại
Ý tưởng kinh doanh gồm ba loại chủ yếu:
- Sản phẩm mới:[9] một ý tưởng kinh doanh liên quan sản phẩm mới sẽ tạo lợi thế mạnh mẽ cho một doanh nghiệp, vì sản phẩm mới thường không có đối thủ cạnh tranh. Vì vậy, ý tưởng kinh doanh loại này thường đạt lợi nhuận cao nhất. Và, lợi nhuận cao nhất đó thường liên quan các sản phẩm công nghệ cao. Do đó, ý tưởng sản phẩm mới cần phải hiện thực hóa thông qua các đầu tư phát minh của các doanh nghiệp, như chi tiền cho các viện công nghệ chẳng hạn. Điều này thường rất tốn kém, nhưng một sản phẩm mới sẽ hưởng khoảng trống thị trường, không đối thủ, không tồn tại cạnh tranh. Chúng chỉ vướn vào một vấn đề, liệu chúng sẽ được thị trường chấp nhận thế nào.
- Dịch vụ mới:[9] cũng là loại ý tưởng kinh doanh, nhưng không phải loại hàng hóa. Vì vậy, nó dễ bị sao chép làm theo hơn là sản phẩm kinh doanh nên cần được bảo hộ bởi các luật bản quyền thương mại.
- Cách thức mới: đây là loại ý tưởng kinh doanh đặc biệt, không trực tiếp đáp ứng nhu cầu khách hàng. Nhưng cách thức kinh doanh mới có thể thay đổi tình trạng kinh doanh kém, bất kể loại hình kinh doanh chỉ là các sản phẩm hay dịch vụ thông thường đã sẵn có trên thị trường. Ý tưởng kinh doanh hiện có, tức là các sản phẩm cũ và dịch vụ cũ vẫn có thể sử dụng, tiếp tục thu về lợi nhuận nếu thay đổi cách thức.
- Kinh doanh sản phẩm - dịch vụ kết hợp.

## Vai trò
Ý tưởng kinh doanh là gốc rễ định hình cho một doanh nhân khởi nghiệp, là sự chọn lựa loại kinh doanh của doanh nhân đó trong quá trình bắt đầu xây dựng doanh nghiệp. Ý tưởng kinh doanh mới giúp định hướng cho hoạt động kinh doanh với những yếu tố khác biệt, hiệu quả so với hoạt động của các doanh nghiệp thông thường.
Tính mới của một ý tưởng kinh doanh tạo nên lợi thế kinh doanh và hiệu quả kinh doanh.
Đáp ứng biến động thị trường đang tác động lên doanh nghiệp.
Ý tưởng kinh doanh cũng là một phần của các chiến lược cạnh tranh trong kinh doanh, nhằm đánh bại doanh nghiệp đối thủ, chiếm lấy thị phần, cũng như tiếp tục đối đầu.

## Một số vấn đề
Một ý tưởng kinh doanh có thể mua bán trên thị trường, giữa một cá nhân hay nhóm với doanh nghiệp, hoặc giữa doanh nghiệp với doanh nghiệp. Thông thường, nhiều người có ý tưởng kinh doanh nhưng gặp vấn đề khó khăn về vốn để khởi nghiệp họ thường bán ý tưởng kinh doanh của mình, điều này được pháp luật bảo vệ. Ban đầu họ có thể tạo ra sản phẩm mới hoặc chứng minh khả năng tạo ra được các sản phẩm đó. Đồng thời, chứng tỏ tiềm năng lợi nhuận, doanh nghiệp sẽ chấp nhận mua, tài trợ việc tiếp tục phát triển và thậm chí chia sẻ lợi nhuận (%) theo một thỏa thuận. Đối với doanh nghiệp, thường họ không bán ý tưởng kinh doanh, thay vào đó họ kêu gọi đầu tư, liên doanh.
Một ý tưởng kinh doanh cần phải được phát triển bảo mật, vì giá trị của chúng có thể hàng tỉ USD. Đánh cắp ý tưởng kinh doanh vẫn thường hay xảy ra. Vì vậy, chúng cần được sự bảo vệ của pháp luật.
Ý tưởng kinh doanh quá mới mẻ có thể khiến hoạt động kinh doanh ban đầu thất bại. Chúng cần có sự kiên trì và chấp nhận thay đổi để phù hợp tình hình. Một số doanh nghiệp do vốn hạn chế đã phá sản trước khi thị trường chấp nhận ý tưởng của họ. Ý tưởng được bán đi và doanh nghiệp lớn hơn mua lại cuối cùng nắm bắt mọi cơ hội thành công khi thị trường chấp nhận ý tưởng đó.

### Sách tiếng Việt
- Nhiều tác giả (2009). Tinh thần doanh nhân & doanh nghiệp. NXB Trẻ.

### Sách tiếng Anh biên dịch
- Anthony Robbins (2015). Đánh Thức Năng Lực Vô Hạn. First News.
- Brian Tracy (2006). Làm Giàu Theo Cách Của Bạn. NXB Trẻ.
- Loren Cunningham (2023). Dám sống trên bờ vực. Tien Phong Ministries.
- Walker Deibel. CHIẾN LƯỢC MUA BÁN VÀ SÁP NHẬP: Tư duy đột phá giúp các doanh nhân thành công trong cuộc chơi khởi nghiệp. WeTransform.